# Tolea Ciumac
Anatoli „Tolea” Ciumac (n. 19 mai 1974, Recea, raionul Rîșcani, Republica Moldova) este un fost luptător K-1 român.
Tolea Ciumac are 2 copii.

## Biografie
În copilărie a jucat fotbal, ajungând astfel să fie unul dintre cei mai buni sportivi din Raionul Rîșcani. Ulterior a emigrat în București, unde a absolvit Academia Națională de Educație Fizică și Sport.
A practicat lupte greco-romane, kickboxing și a fost și bodyguard-ul mai multor vedete. Ulterior s-a orientat spre lupte K-1.
Pe lângă activitatea sportivă, Tolea mai este cunoscut și pentru scandaluri din afara ringului.